# Matthews Ridge Airport
Matthews Ridge Airport är en flygplats i Guyana.   Den ligger i regionen Barima-Waini, i den nordvästra delen av landet, 235 km nordväst om huvudstaden Georgetown. Matthews Ridge Airport ligger 72 meter över havet.